# Dundorabus glabrus
Dundorabus glabrus is een keversoort uit de familie Trachypachidae. De wetenschappelijke naam van de soort is voor het eerst geldig gepubliceerd in 1989 door Ponomarenko.